# Mikołaj Witkowski
Mikołaj Witkowski (ur. w 1843 w Mosarzu na Witebszczyźnie, zm. 24 października 1892 w Irkucku) – polski powstaniec styczniowy, zesłaniec na Syberię, archeolog i muzealnik. 
Syn Jana. Ukończył progimnazjum i zaczął naukę w szkole organistów, przerwaną wybuchem powstania styczniowego, w którym wziął udział na swej rodzinnej ziemi witebskiej. Został za to zesłany na wschodnią Syberię i przymusowo osiedlony w wiosce Ołonki, gdzie pracował jako stróż cerkwi, a potem jako parobek. W 1873 uzyskał zgodę na zamieszkanie w Irkucku. Tam pracował jako woziwoda, po pracy kształcąc się samodzielnie w zakresie nauk przyrodniczych i geologii w pracowni muzeum irkuckiego. Nawiązał też współpracę naukową z innym byłym powstańcem i zesłańcem osiadłym wówczas w Irkucku - Janem Czerskim. W 1875 został nauczycielem dzieci jednego z miejscowych kupców, angażując się coraz bardziej w prace w muzeum oraz w wyprawy badawcze z Czerskim. W trakcie tych ekspedycji zainteresował się badaniami pozostałości dawnych kultur rejonu nadbajkalskiego i stopniowo poświęcał im coraz więcej czasu, stając się ekspertem w tej dziedzinie i publikując prace naukowe, za które otrzymał złoty medal petersburskiego Rosyjskiego Towarzystwa Geograficznego. Po Czerskim został kustoszem muzeum przyrodniczego w Irkucku i po krótkim pobycie na Witebszczyźnie i w Warszawie powrócił do Irkucka, gdzie zaangażował się w odbudowę muzeum, spalonego w pożarze miasta w 1879 oraz w dalsze badania archeologiczne okolicy. Wziął tez udział w początkach budowy Kolei Transsyberyjskiej. Planował ekspedycję archeologiczną do Mongolii, zmarł jednak przed realizacją tego planu. 